# Rivière du Sud
Der Rivière du Sud (französisch für „Fluss des Südens“) ist ein rechter Nebenfluss des Sankt-Lorenz-Stroms in der Verwaltungsregion Chaudière-Appalaches der kanadischen Provinz Québec.

## Flusslauf
Der Rivière du Sud entspringt bei Notre-Dame-du-Rosaire 25 km südöstlich von Montmagny im gebirgigen Landesinneren der historischen Region Côte-du-Sud. Anfangs fließt der Fluss nach Südwesten. Bei Armagh wendet er sich nach Nordwesten und bei Saint-Raphaël dreht er nach Nordosten. Er verläuft im Unterlauf parallel zum Ästuar des Sankt-Lorenz-Stroms. Bei Montmagny mündet er schließlich in dieses. Der Rivière du Sud hat eine Länge von 77 km. Sein Einzugsgebiet umfasst 1927 km². Der mittlere Abfluss beträgt 46 m³/s.

## Wasserkraftanlagen
Am Flusslauf befinden sich drei kleinere Wasserkraftwerke (bei Arthurville, Saint-Raphaël und Montmagny).
Das Laufwasserkraftwerk Montmagny (⊙) besitzt 5 Kaplan-Turbinen mit einer Gesamtleistung von 2,1 MW. Die Fallhöhe beträgt 9 m. Die Anlage wurde am 23. Mai 1996 in Betrieb genommen.